# Надольский, Виктор Лукич
Виктор Лукич Надольский (рум. Victor Nadolschi; 4 ноября 1911 — 1996, Бакэу) — румынский астроном. Родился 4 ноября 1911 года в Кишинёве. Учился в Ясском университете, после чего стал доцентом (до 1968 года). Профессор Университета в Галац на кафедре математики с 1968 года. Занимался приложениями статистики к астрономии, наблюдал затмения, занимался историей астрономии. Изобрёл новый способ вычисления планетарных орбит. Написал несколько учебных пособий по астрономии а также несколько книг об астероидах и кометах.

## Труды
- Астероиды и кометы. Б. Албатрос., 1971.
- Общая астрономия.., Бухарест, Дидактическое и педагогическое издательство.
- Hallo, itt a kozmosz beszel. Editura Tudomanyos Konyvkiado. 1963.
- Планеты-гигант. Бухарест, Научное издательство. 1968.
- Коперник. в книге Выдающиеся люди Возрождения. Бухарест.

и ещё более 90 публикаций.

## Фотографии
- http://www.astronomy.ro/forum/album_pic.php?pic_id=167